# Alexandre-Vincent Pineux Duval
Alexandre-Vincent Pineux Duval, que solía firmar sus obras como Alexandre Duval (Rennes, 6 de abril de 1767-París, 9 o 10 de enero de 1842), fue un dramaturgo, escritor, poeta, marino, arquitecto, actor y director de teatro francés.
Fue elegido para ocupar el asiento número 4 de la Academia Francesa en 1812. Asimismo, fue nombrado oficial de la Legión de Honor. Era hermano del diplomático Amaury Duval.

## Obras
| - Les Projets de mariage (1790) - Les Tuteurs vengés (1794) - La Manie d'être quelque chose (1795) - Le Défenseur officieux (1795) - La Jeunesse de Richelieu (1796) - Les Héritiers ou le Naufrage (1796) - Maison à vendre (1800) - Édouard en Écosse (1801) - Guillaume le Conquérant (1803) - Shakespeare amoureux (1804) - Le Menuisier de Livonie (1805) - Le Tyran domestique (1805) - La Jeunesse d'Henri V (1806) - Le Chevalier d'industrie (1809) - Le Retour d'un croisé (1810) - La Manie des grandeurs(1817) - La manie des grandeurs (1817) - Le Faux Bonhomme (1821) - La Fille d'honneur (1819) | Libretos - Le Prisonnier - Le Vieux Château - L'Oncle valet - Le Trente et Quarante, ou le Portrait - La Maison du Marais ou Trois ans d'absence - Maison à vendre - Joseph |